# Svišť lesní
Svišť lesní je velký hlodavec žijící v Severní Americe. Na rozdíl od jiných druhů svišťů obývá nížiny a k příslušníkům svého druhu je agresivní. V Severní Americe je široce rozšířen, je hojný na východním pobřeží Spojených států, v Kanadě je jeho výskyt omezen na severu hranicí lesa; nejjižnější části jeho areálu zasahují do Georgie, Alabamy, Louisiany a Arkansasu. Na Velkých pláních nežije, ale vyskytuje se i ve státě Idaho a Aljaška.
Svišť lesní je zvíře dorůstající délky až 52 cm a hmotnosti 3–5 kg. Stavba těla je robustní, končetiny jsou kratší, uši i oči menší. Celé tělo je pokryto srstí šedavé barvy, pesíky mají bílé konce, bílé je také okolí nosu. Ocas je hustě osrstěný, jen kolem 10 cm dlouhý. Výborně šplhá, plave a hrabe: svišť lesní si vyhrabává rozsáhlé nory, ve kterých se rodí mláďata a ve kterých přečkávají zimu.
Ze všech svišťů je nejvíc samotářský, i když potravu si hledá v rozvolněné skupině a několik jedinců může sdílet jedno doupě. Nejvíce kontaktů s jedinci svého druhu má během období páření. Zvláště samci jsou vůči sobě agresivní a bojují spolu o právo se pářit. Období páření trvá od března do dubna, po měsíc trvající březosti samice rodí průměrně čtyři mláďata, která sexuální dospívají v jednom roce věku.
Svišť lesní se běžně vyskytuje v blízkosti člověka, obývá kulturní krajinu, žije na loukách, pastvinách, podél cest a polí či v sadech. Nory pro přezimování si buduje v hájích, v živých plotech, v kamenitých svazích nebo ve stozích. Opuštěné nory jsou využívané jinými druhy zvířat.
Je to především býložravec, živí se semeny, trávami, vojtěškou, jetelem, bobulemi i kulturními plodinami, nepohrdne ani hmyzem nebo měkkýši.

## Galerie obrázků

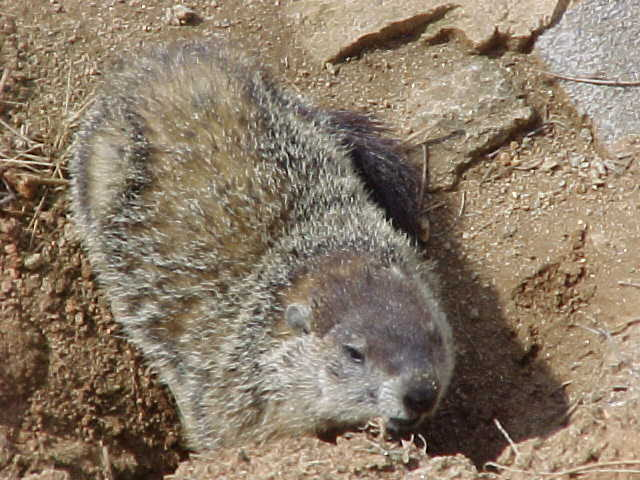
Svišť lesní
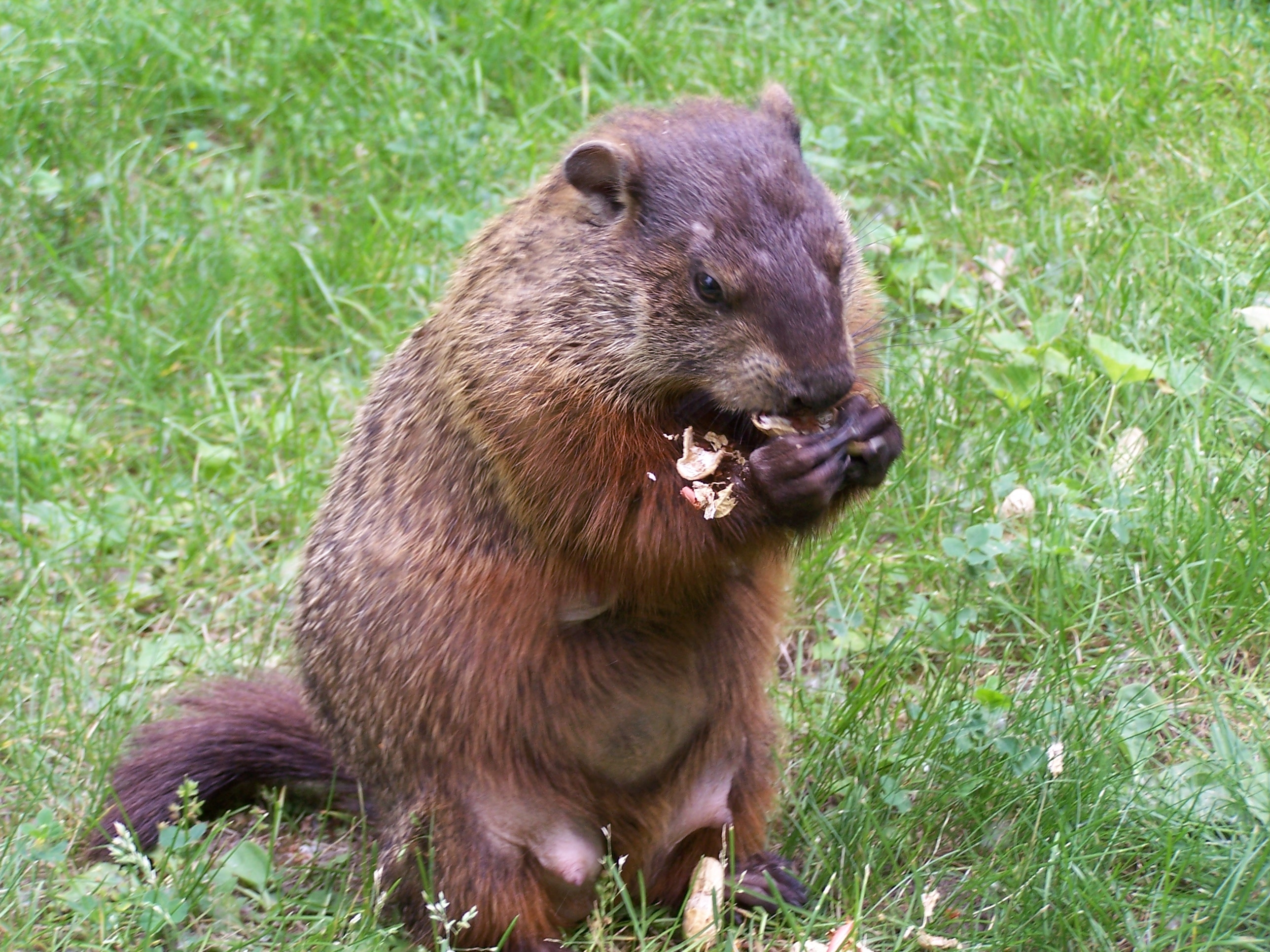
Svišť lesní při přijímání potravy
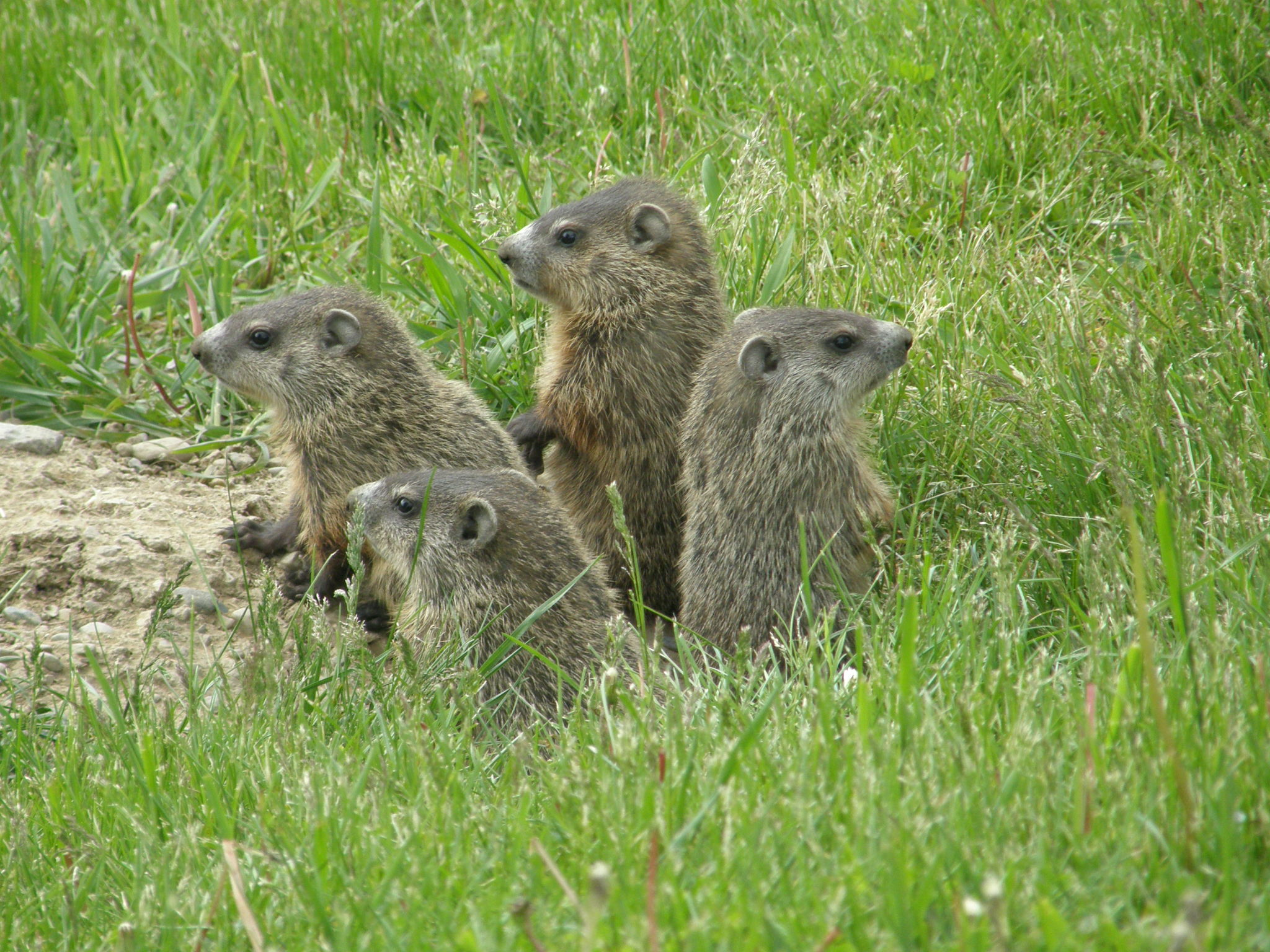
Skupina svišťů u vstupu do nory